# 파르펠

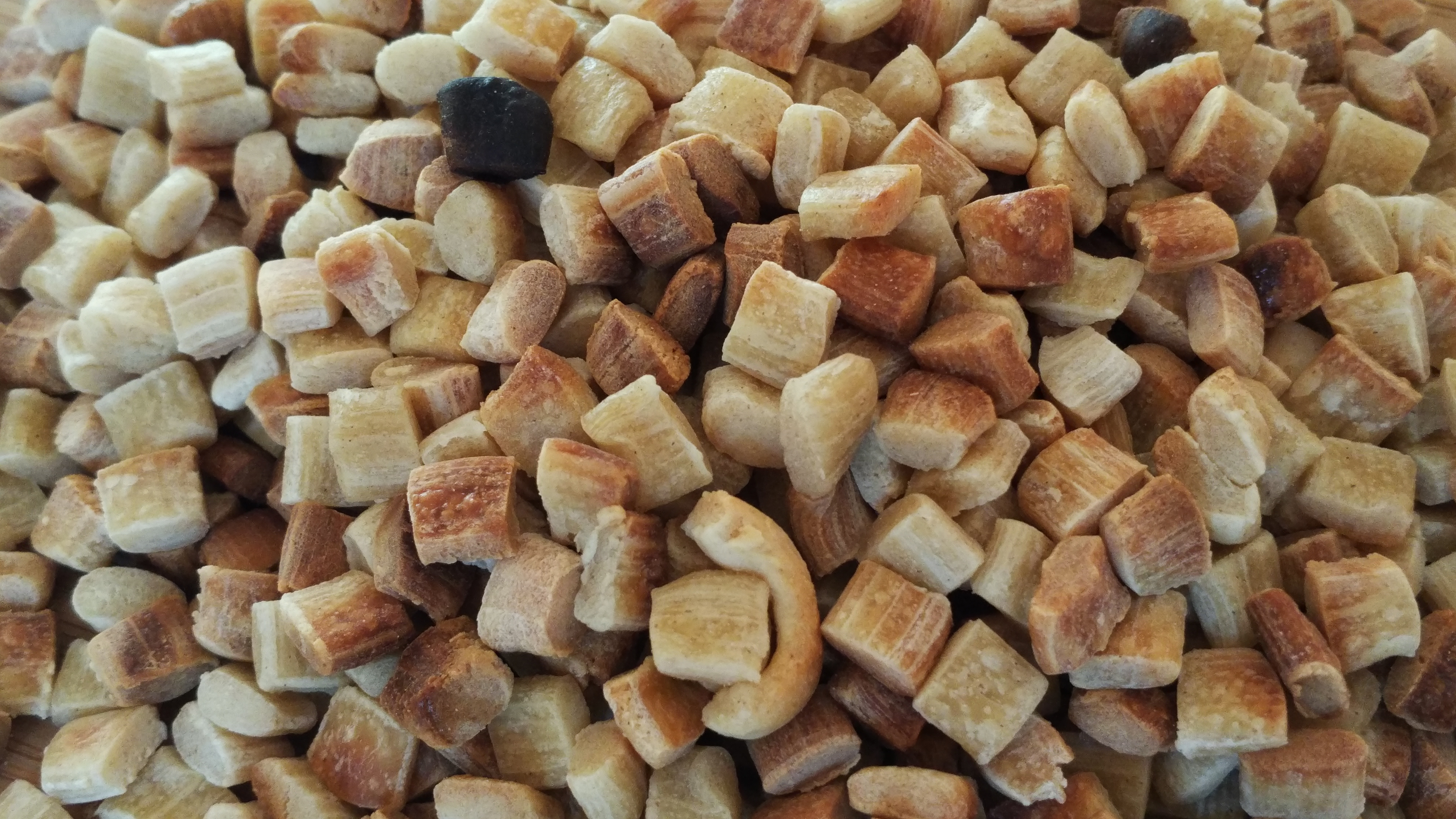
파르펠

파르펠 (Farfel, 이디시어: פֿאַרפֿל, farfl; 중세 고지 독일어: varveln)는 작은 공 모양으로 된 파스타이다. 파르펠은 유대 민족의 요리에서 나타나는 아쉬케나지와 흡사하다. 달걀로 반죽하는 면발이며 수프나 식후에 먹는 간단한 요리로 많이 먹는다. 보리 달걀 반죽으로 포장되어 판매하기도 한다.(미국)
파르펠은 푸딩의 일종인 푸글과 함께 내놓거나 필라프의 예비 재료로 쓰기도 한다. 특별히 유대인 중 하시딕 공동체 사람들은 안식일 밤에 간식으로 꼭 파르펠로 된 요리를 먹는다.

## 마차 파르펠
유월절 중에는 율법상 곡물로 된 것을 먹어야 하므로 파르펠을 달걀 반죽으로 만드는 대신 마차(Matzo)이라고 하는 재료를 사용하여 만들어 먹는다. 반죽을 한 뒤 잘게 잘라 먹는 간단한 방식이다.

## 같이 보기
- 타르호냐